# Orologio al quarzo
L'orologio al quarzo è un tipo di orologio in cui la misura dello scorrere del tempo è determinata dalle oscillazioni di un cristallo di quarzo.

## Storia
La prima applicazione del quarzo per il computo del tempo risale al 1927 ad opera di J. W. Horton e W. A. Morrison (Stati Uniti) e la prima applicazione importante è avvenuta nell'osservatorio di Greenwich nel 1939. Come spesso accade nella tecnica, i primi apparecchi erano molto ingombranti, costosi ed inaffidabili.
Il primo prototipo di orologio da polso con movimento al quarzo fu sviluppato nei laboratori svizzeri CEH (acronimo di "Centre Electronique Horloger") nel 1962, al fine di contrastare il successo ottenuto dal Bulova Accutron, un segnatempo molto preciso che, grazie a due diapason, aveva aperto una strada alternativa rispetto all'orologeria meccanica in voga fino a quel momento. Fu così che nel 1969 nacque il meccanismo Beta21, oscillante a 8192 Hz. Lo stesso anno (anzi, qualche mese prima), anche Seiko realizzò il primo orologio al quarzo, tanto che fu proprio il 35 SQ Astron della Seiko il primo modello a debuttare in commercio, nel dicembre 1969. Il movimento Seiko, inoltre, rispetto al Beta21, era molto più economico da realizzare, più affidabile e dal minore ingombro: per questo motivo il movimento Beta21 ben presto venne abbandonato da molte aziende facenti parte del CEH, le quali si misero in proprio per cercare di sviluppare autonomamente un calibro in grado di replicare le qualità di quello realizzato da Seiko. Successivi perfezionamenti hanno portato alla realizzazione di movimenti sempre più compatti e con batterie in grado di durare sempre di più.
Il primo orologio da polso con display digitale (a LED) è entrato in commercio nel 1971.
In epoca contemporanea gli orologi cosiddetti al quarzo sono in effetti basati su di un oscillatore di tipo ceramico estremamente economico. Produttore di livello mondiale la giapponese Murata Manufacturing. Da qui il prezzo che è, in alcuni casi, intorno ai 5$ per meccaniche considerate pregiate come quelle della svizzera ETA SA. Il più grande costruttore di movimenti al quarzo è la giapponese Seiko, con movimenti molto precisi e pregiati tipo l’Astron che presenta +/- 5 sec al mese di precisione oppure il famoso movimento Seiko 7a38 chronograph quartz.

## Principio di funzionamento
Un cristallo di quarzo sottoposto a compressione produce una differenza di potenziale elettrico: viceversa, se gli viene applicata una tensione elettrica, manifesta deformazione meccanica. È il fenomeno noto come piezoelettricità.

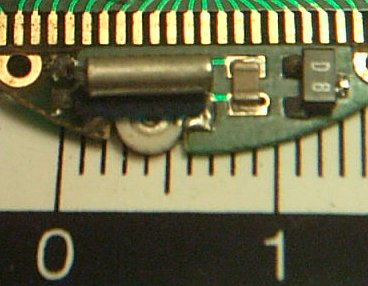
Il cilindretto metallico contenente il quarzo

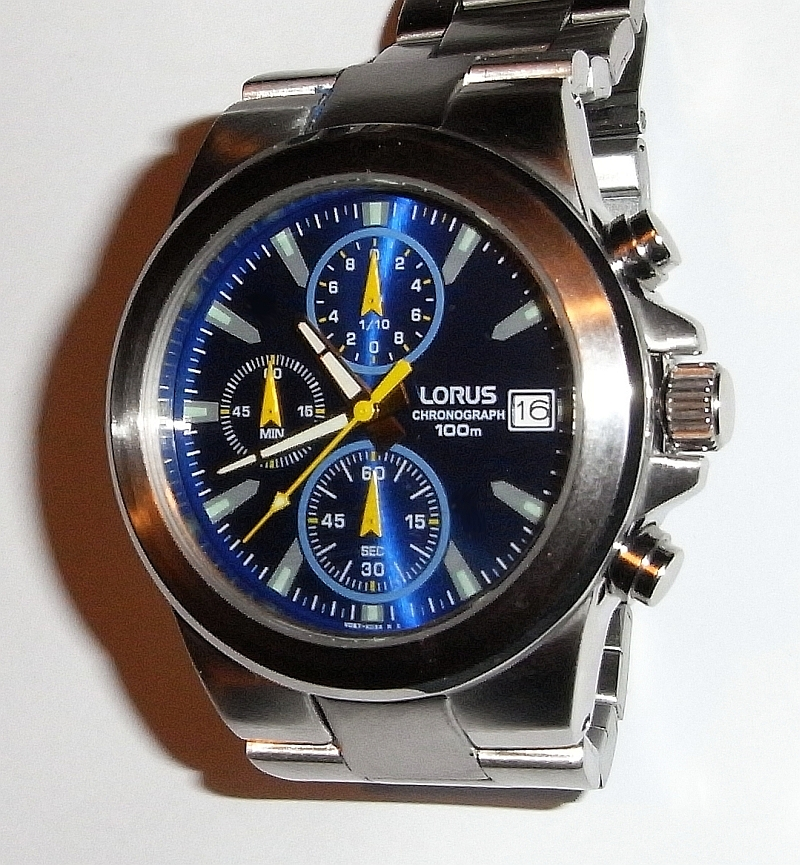
Un moderno orologio al quarzo

Se un cristallo viene opportunamente tagliato, è in grado di comportarsi come un diapason, vibrando, se percosso, ad una frequenza caratteristica dipendente solo dalla sua forma e dimensione, frequenza detta di risonanza. In genere, minori sono le dimensioni, più alta è la frequenza.

Combinando i due fenomeni, si ottiene un risuonatore al quarzo, il quale da un punto di vista elettronico appare del tutto equivalente ad un circuito RLC, con una frequenza di risonanza molto precisa e stabile nel tempo (variazioni nell'ordine di poche parti per milione all'anno). La dipendenza dalla temperatura è limitata ma non trascurabile, per cui nelle applicazioni più critiche si usa mantenere il quarzo a temperatura costante con un termostato: questo tipo di oscillatore è denominato TCXO.

Il quarzo è inserito come componente in un circuito oscillatore che mantiene il cristallo in perenne vibrazione alla sua frequenza caratteristica. In alcuni casi si preferisce fare oscillare il quarzo ad una frequenza armonica della fondamentale, in genere per utilizzare quarzi meno ingombranti. Solitamente nei comuni orologi da polso la frequenza di oscillazione è fissata a 32768 Hz.
A partire dalla frequenza di base (base dei tempi) un successivo stadio visualizza lo scorrere del tempo in un modo comprensibile per l'uomo. I metodi principalmente usati sono:
- Display a LED

Una serie di circuiti divisori dimezza la frequenza iniziale fino ad un impulso al secondo, quindi diversi contatori in sequenza conteggiano secondi, minuti ed ore. Il valore è visualizzato su una serie di display a sette segmenti a LED. Poiché l'emissione di luce da parte di questo tipo di display comporta un cospicuo consumo di energia elettrica, il sistema non è più impiegato negli orologi portatili, ma è comune in quelli alimentati dalla rete elettrica: radiosveglie, orologi su spazi pubblicitari ecc.
- Display LCD

Un microprocessore, la cui frequenza di clock è determinata dal quarzo, esegue le operazioni di conteggio e presentazione dei dati su un display a cristalli liquidi. In realtà, tale dispositivo può essere usato per due scopi. Il primo è la determinazione del tempo intercorso tra due eventi: a tal fine il segnale elettrico così ridotto è inviato al contatore, che conta i picchi di tensione in modo da presentare sull'indicazione digitale il numero di impulsi ricevuti dal sistema oscillante; l'inizio e la fine del conteggio avvengono chiudendo ed aprendo un contatto tra contatore e circuiti divisori detto cancello, operazione comandata da due ulteriori segnali esterni oppure manualmente. Volendo, invece, impiegare lo strumento per misurare il numero di eventi esterni, basterà scegliere un periodo temporale in cui effettuare il conteggio, che avviene sempre nello stesso modo, contando i picchi di tensione: alla fine del periodo scelto, il numero degli eventi così rilevato viene diviso per tale periodo, ottenendo in tal modo il numero degli eventi per unità di tempo; è ovvio, come al solito, che l'inizio e la fine della conta avvengono mediante un comando elettrico esterno avente un periodo uguale a quello scelto oppure manualmente.
Il limitatissimo consumo di questo tipo di display permette di alimentare questi orologi con minuscole pile ininterrottamente per diversi anni.
Oltre alla visualizzazione dell'orario sono spesso presenti funzioni aggiuntive quali datario, cronometro, sveglia ecc. La flessibilità del microprocessore consente di aggiungersi molte altre applicazioni accessorie: agenda, calcolatrice e addirittura contapassi, altimetro, radio, memorie USB ecc.
- Quadrante a lancette

Il segnale viene diviso fino ad un valore di uno o pochi Hertz, quindi è amplificato ed utilizzato per comandare un motore elettrico, il quale attraverso una serie di ingranaggi provoca l'esatta rotazione delle lancette. Si ottiene così l'aspetto elegante dei classici orologi meccanici ma con la precisione notevolmente superiore dell'oscillatore al quarzo.

In alcune applicazioni il segnale orario generato dai contatori non è direttamente visualizzato, ma è disponibile per la lettura da parte di un microprocessore. Caso tipico è l'orologio in tempo reale contenuto in ogni personal computer, telefono cellulare, videoregistratore, HiFi ecc.